# Martin Beattie Fisher
Martin Beattie Fisher, né le 2 janvier 1881 et mort le 17 décembre 1941 à Hemmingford, est un homme politique québécois qui est trésorier provincial (ministre des Finances) dans le premier gouvernement de Maurice Duplessis.

## Biographie
Fils de Finley Fisher et d'Eliza Beattie, Martin Beattie Fisher est né à Hemmingford le 2 janvier 1881. C'est là qu'il fait ses études et devient agent d'assurances. Il y réside et y exerce son métier toute sa vie.
En 1930, il est approché par le chef conservateur Camillien Houde afin de se présenter à l'élection partielle qui doit se tenir le 4 novembre dans le comté de Huntingdon. Son adversaire est Gordon Wallace Scott, le nouveau trésorier provincial du gouvernement Taschereau. Fisher réussit à le battre. Il remporte également la victoire dans son comté lors de l'élection générale de 1931, résistant ainsi au raz-de-marée libéral (79 libéraux contre seulement 11 conservateurs).
En 1933, il est vice-président du Congrès à la direction du Parti conservateur opposant Maurice Duplessis à Onésime Gagnon. Il y prend ouvertement parti pour Duplessis. En 1935, il remporte facilement les élections générales, toujours dans son comté de Huntingdon. Il approuve sans aucune contestation l'union du Parti conservateur et de l'Action libérale nationale, qui prend le nom d'Union nationale. C'est sous les couleurs de ce parti qu'il remporte l'élection générale de 1936.
Maurice Duplessis, devenu premier ministre, le nomme trésorier provincial. Il le nomme également président d'une commission devant formuler des recommandations pour une réforme du système d'éducation protestant. Mais, finalement, Duplessis ne tiendra pas compte des conclusions de la commission et remettra sa réforme à une date ultérieure. 
Fisher a laissé un souvenir assez pénible du temps où il dirige les finances publiques du Québec. Lors de son premier discours du budget, le 7 avril 1937, il annonce un énorme déficit de 31 millions CAD pour l'année en cours, ce qui en fait le plus gros depuis les débuts de la Confédération. Par la suite, lors de ses deux autres discours, le 1er mars 1938 et le 1er mars 1939, il cache suffisamment de dépenses pour annoncer des surplus budgétaires. Cependant, quelques années plus tard, le trésorier provincial du second gouvernement Godbout, James Arthur Mathewson, effectua deux enquêtes parallèles, dont l'une privée, sur la situation des finances provinciales à la suite des années Fisher-Duplessis. L'enquête privée arriva aux mêmes conclusions que l'enquête publique. De 1936 à 1939, la dette du Québec est passée de 210 millions CAD à 421 millions CAD. Les dépenses du gouvernement unioniste, dévoilées par les deux enquêtes, ont démontré qu'en réalité le budget s'était traduit par un déficit de 52 millions CAD lors de l'année budgétaire 1939-1940.
Le 23 septembre 1939, à la veille de l'élection générale qui s'annonce, Duplessis nomme Fisher conseiller législatif de la division d'Inkerman. En 1940, alors qu'Adélard Godbout est redevenu premier ministre, il est le seul conseiller législatif issu de l'Union nationale à voter pour la loi donnant le droit de vote aux femmes. 
Martin Fisher meurt à Hemmingford le 17 décembre 1941 à l'âge de 60 ans. Il est inhumé dans le cimetière du même nom.

## Sources
1. ↑  Duplessis, tome 1, p. 273-274
2. ↑  Duplessis, tome 1, p. 273
3. ↑  Godbout, p. 163-164